# Санши, Мишель
Мишель Санши (фр. Michel Sanchis; род. 3 сентября 1951) — французский дзюдоист, чемпион и призёр чемпионатов Франции, призёр чемпионата мира, участник летних Олимпийских игр 1980 года в Москве.

## Карьера
Выступал в полусредней (до 80 кг) и средней (до 86 кг) весовых категориях. Чемпион (1982 год), серебряный (1979, 1981) и бронзовый (1974, 1980) призёр чемпионатов Франции. Победитель и призёр престижных международных турниров. Серебряный призёр чемпионата мира 1981 года в Париже.
На следующей Олимпиаде в Москве Санши выступал в среднем весе. Он в первой же схватке проиграл испанцу Хосе Чеккини и завершил борьбу, заняв в итоге 19-е место.